# Moulin Gugulova à Niševac
Le moulin Gugulova à Niševac (en serbe cyrillique : Гугулова воденица у селу Нишевцу ; en serbe latin : Gugulova vodenica u selu Niševcu) est un moulin à eau situé à Niševac, dans la municipalité de Svrljig et dans le district de Nišava, en Serbie. Il est inscrit sur la liste des monuments culturels protégés de la république de Serbie (identifiant no SK 2191),.